# Alphons Czibulka
Alphons Czibulka (né le 14 mai 1842 à Szepesváralja et mort le 27 octobre 1894 à Vienne) est un compositeur hongrois.

## Biographie
Alphons Czibulka naît le 14 mai 1842 à Szepesváralja.
À l'âge de 15 ans, il se produit comme pianiste en Russie puis il devient professeur de musique, et plus tard chef d'orchestre à Wiener Neustadt (1864-5), à Innsbruck, à Trieste et au Carltheater de Vienne. Il entre ensuite au service militaire, devenant chef d'orchestre de plusieurs régiments d'infanterie austro-hongrois. Dans les années 1880 et au début des années 1890, il dirige les Concerts de monstres au Prater à Vienne et compose des musiques de danse et de salon qui connaissent un grand succès, ainsi que plusieurs opéras, dont le premier, Pfingsten in Florenz (1884), est le plus réussi. Vers 1889-1890, il arrange des danses sur des thèmes provenant de The Yeomen of the Guard and The Gondoliers (pour Bosworth & Co.), à l'époque où ces œuvres sont jouées en Allemagne.
Il meurt le 27 octobre 1894 à Vienne.

## Postérité
En 2018, sa gavotte Stephanie-Gavotte, op. 312, est interprétée au concert du nouvel an à Vienne, sous la direction de Ricardo Mutti. C'est la seule fois où une œuvre de Czibulka est entendue lors de ce traditionnel concert.